# Campionati del mondo di ciclismo su strada 1958
I Campionati del mondo di ciclismo su strada 1958 si disputarono a Reims in Francia il 31 agosto 1958. Furono la prima edizione in cui gareggiarono le donne.
Furono assegnati tre titoli:
- Prova in linea femminile, gara di 59 km
- Prova in linea maschile Dilettanti, gara di 177,900 km
- Prova in linea maschile Professionisti, gara di 276,780 km

## Storia
Principale favorito dell'edizione 1958 era il francese Louis Bobet che, oltre a correre in casa, aveva svolto una preparazione incentrata sul mondiale. Fu proprio Bobet a scattare al secondo dei quattordici giri previsti, seguito da Gastone Nencini, Gerrit Voorting ed Ercole Baldini. Nessuno dal gruppo riuscì a chiudere il distacco con i fuggitivi, grazie anche alla selezione italiana guidata da Fausto Coppi che annullò i tentativi, e la fuga riuscì ad arrivare fin sul traguardo. Dei quattro però, Voorting perse contatto a tre giri dalla fine mentre lungo la salita del giro successivo attaccò Baldini, con Nencini che rimase a ruota di Bobet e il francese non fu più in grado di raggiungere l'italiano in testa, che percorse in solitaria gli ultimi 50 chilometri arrivando solo al traguardo. Su sessantasette corridori partiti, ventisei conclusero la prova.
Alla Germania dell'Est andò il titolo dilettanti con Gustav-Adolf Schur, mentre la lussemburghese Elsy Jacobs fu la prima donna ad aggiudicarsi il titolo mondiale femminile.

## Medagliere
| Pos.   | Nazione          | Oro | Argento | Bronzo | Totale |
| ------ | ---------------- | --- | ------- | ------ | ------ |
| 1      | Germania Est     | 1   | 0       | 0      | 1      |
| 1      | Italia           | 1   | 0       | 0      | 1      |
| 1      | Lussemburgo      | 1   | 0       | 0      | 1      |
| 4      | Belgio           | 0   | 1       | 1      | 2      |
| 4      | Francia          | 0   | 1       | 1      | 2      |
| 4      | Unione Sovietica | 0   | 1       | 1      | 2      |
| Totale | Totale           | 3   | 3       | 3      | 9      |

## Sommario degli eventi
| Eventi                 | Oro                             | Tempo                      | Argento                          | Tempo   | Bronzo                          | Tempo   |
| Uomini Professionisti  |                                 |                            |                                  |         |                                 |         |
| Gara in linea dettagli | Ercole Baldini Italia           | 7h29'32" Media 36,966 km/h | Louison Bobet Francia            | a 2'09" | André Darrigade Francia         | a 3'47" |
| Uomini Dilettanti      |                                 |                            |                                  |         |                                 |         |
| Gara in linea dettagli | Gustav-Adolf Schur Germania Est | 4h53'19"                   | Valère Paulissen Belgio          | ?       | Henri Dewolf Belgio             | ?       |
| Donne                  |                                 |                            |                                  |         |                                 |         |
| Gara in linea dettagli | Elsy Jacobs Lussemburgo         | ?                          | Tamara Novikova Unione Sovietica | ?       | Marija Lukšina Unione Sovietica | ?       |